# Municipio de Moscow (Míchigan)
El municipio de Moscow (en inglés: Moscow Township) es un municipio ubicado en el condado de Hillsdale en el estado estadounidense de Míchigan. En el año 2010 tenía una población de 1470 habitantes y una densidad poblacional de 16,02 personas por km².

## Geografía
El municipio de Moscow se encuentra ubicado en las coordenadas 42°1′19″N 84°31′17″O / 42.02194, -84.52139. Según la Oficina del Censo de los Estados Unidos, el municipio tiene una superficie total de 91.77 km², de la cual 91,05 km² corresponden a tierra firme y (0,79 %) 0,72 km² es agua.

## Demografía
Según el censo de 2010, había 1470 personas residiendo en el municipio de Moscow. La densidad de población era de 16,02 hab./km². De los 1470 habitantes, el municipio de Moscow estaba compuesto por el 97,01 % blancos, el 0,27 % eran afroamericanos, el 0,2 % eran amerindios, el 0,07 % eran asiáticos, el 1,22 % eran de otras razas y el 1,22 % eran de una mezcla de razas. Del total de la población el 1,5 % eran hispanos o latinos de cualquier raza.